# قرية ورسك

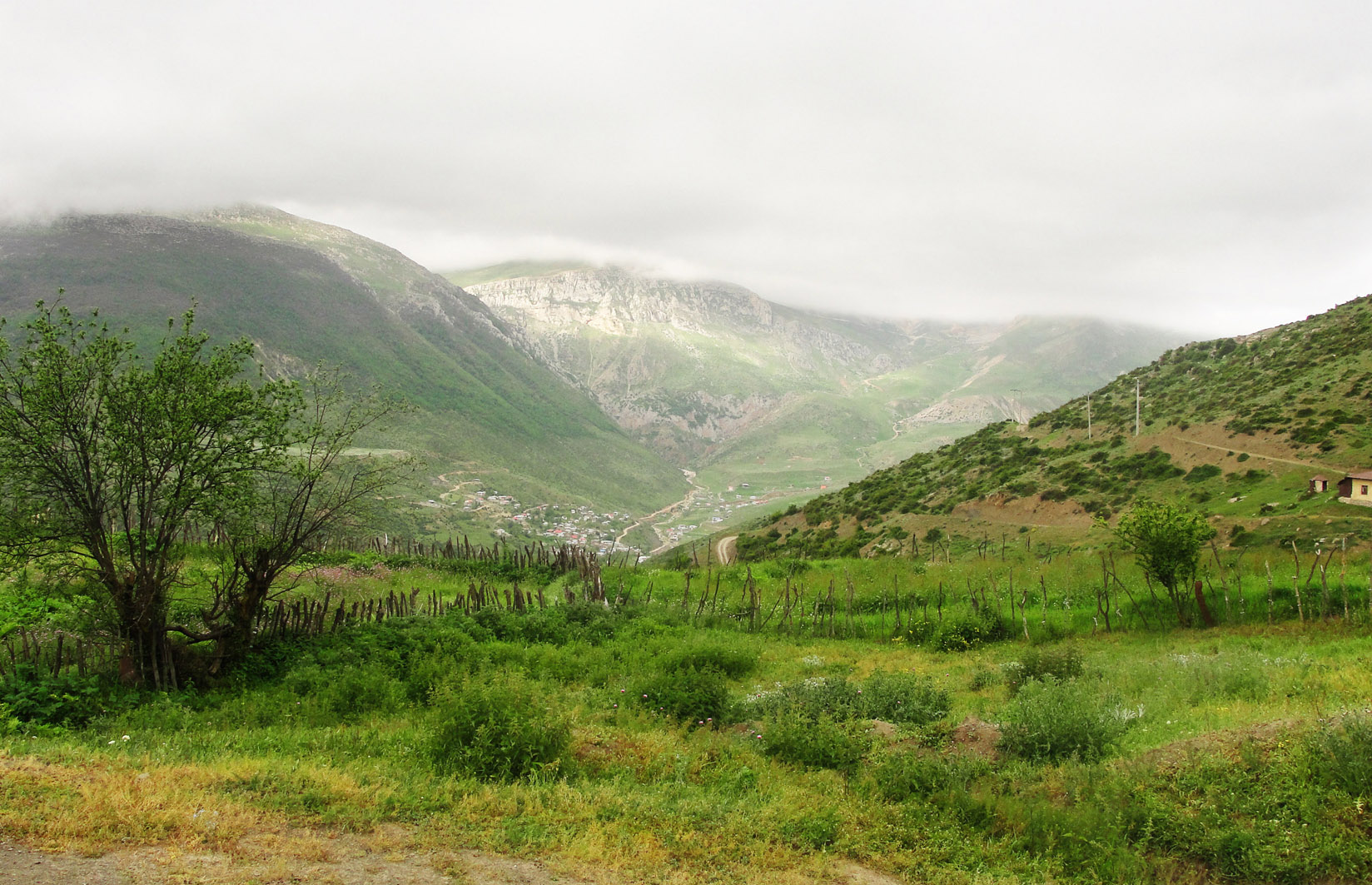
منطقة ورسك في الربيع

 منطقة ورسك  منطقة كبيرة تقع في اعالي سلسلة جبال ألبرز في مقاطعة سواد کوه في محافظة مازندران في شمال إيران.
تتبع « منطقة ورسك » مدن عديدة منها: (سوادكوه (ألشت، وتعنى (آشیانه عقاب) اى وكر عقاب .بل سفید، زيرأب، شيرغاه).
يرجع شهرت « منطقة ورسك » إلى وجود الجسر العالمي المسمى بـ(پل ورسک Veresk Bridge ) ، الذي تم انشائه في عهد رضا شاه بهلوي ، هي إحدی مآثر السكك الحديدية الإيرانية والذي وتم افتتاحه في عام 1315 للسنة الشمسية ، يقع الجسر في شعب بين جبلين من سلسلة جبال البرز، ويبعد عن طهران حوالي مائتين وخمسين كيلومتراً.

## جسر ورسك
يقع الجسر في اعلى قرية ورسك ، حيث يمر القطار من فوق القرية اربع مرات يومياً متوجهة من طهران إلى مدن : ( طهران ، ساري ،طهران ، كركان) .